# Don Shead
Don Shead (ur. 22 maja 1936, zm. 3 lutego 2024) – brytyjski kierowca wyścigowy.

## Kariera
Shead rozpoczął karierę w międzynarodowych wyścigach samochodowych w 1989 roku od startów w klasie C2 24-godzinnego wyścigu Le Mans, gdzie uplasował się na drugim miejscu. W tym samym roku startował również w World Sports-Prototype Championship, gdzie jednak nie zdobywał punktów.